# Журавка (притока Казенного Торця)
Жура́вка — річка в Україні, у Покровському районі Донецької області. Ліва притока Казенного Торця (басейн Дону).

## Опис
Довжина річки 11 км, похил — 5,6 м/км, найкоротша відстань між витоком і гирлом — 8,74 км, коефіцієнт звивистості річки — 1,26. Площа басейну водозбору 92,7 км².

## Розташування
Бере початок на північно-західних схилах Донецького кряжу, на північний схід від с. Миколаївка. Спочатку тече переважно на північний захід через Орлівку, Журавку, Красний Яр. Потім повертає на північний схід, тече через селище Гродівка і на північ від нього впадає в річку Казенний Торець (за 118 км течією від його гирла), праву притоку Сіверського Дінця, утворюючи із ним у своєму гирлі Миролюбівське водосховище (с. Миролюбівка) із рівнем води 126±3 м над рівнем моря.
Витік річки розташований за бл. 3 км на захід від станції Желанна на північ від залізничного насипу лінії
Покровськ — Очеретине, який є межею вододілу басейнів Сіверського Дінця і Дніпра. У селищі Гродівка річку перетинає автошлях О0544. Річка формуеться з 5 безіменних струмків та 21 загати.
Населені пункти вздовж берегової смуги: Орлівка, Журавка, Красний Яр, Миколаївка, Гродівка.